# Ignacio Hidalgo de Cisneros
Ignacio Pío Juan Hidalgo de Cisneros y López-Montenegro (Vitoria-Gasteiz, 1896. július 11. – Bukarest, 1966. február 9.) spanyol katonai pilóta volt. A spanyol polgárháború alatt a Köztársasági Légierő parancsnokaként ismert. Emellett azon kevés arisztokraták egyikeként is emlegetik, akik csatlakoztak a Spanyol Kommunista Párthoz (Partido Comunista Español), és számos háborús emlékirat szerzőjeként, amelyeket az 1960-as években adtak ki.

## Karlista

Karlista jelkép

Ignacio Hidalgo de Cisneros egy arisztokrata család leszármazottja volt, amely családot sokszor feljegyezték Spanyolország történelmében. A Leónból származó Hidalgók és a Palenciából származó Cisnerók az évszázadok során többször is házasodtak egymással. Ignacio ükapja, Francisco Hidalgo de Cisneros y Seija (1730-1794), mint kisebbik fiú nem örökölte a családi vagyont; elhagyta szülőföldjét, Gipuzkoát, és teniente generallá emelkedve Cartagenában telepedett le. Fia és Ignacio dédapja, Baltasar Hidalgo de Cisneros y de la Torre (1756-1829) lett a Río de la Plata alkirályság utolsó előtti alkirálya. Fia és Ignacio nagyapja, Francisco Hidalgo de Cisneros y Gaztambide (1803-1864) szintén katona lett, aki az első karlista háborúban a legitimisták oldalára állt; Murciából tért vissza északra, Álavában telepedett le. Fia és Ignacio apja, Ignacio Hidalgo de Cisneros y Unceta (1852-1903), a harmadik karlista háború idején (1872-1876) otthagyta az iskolát, hogy csatlakozzon a karlistákhoz, és a követelő személyi gárda vezetője lett. VII. Károlyt száműzetésbe kísérte, majd az amnesztiát követően visszatért Álavába. Feleségül vette Pilar Manso de Zúñiga y Echeverría-t; a házaspárnak 4 gyermeke született. Felesége korai halála után, 1881-ben feleségül vette María López de Montenegro y González de Castejónt, egy özvegyasszonyt, aki sógorának, első felesége testvérének volt a felesége, és már két gyermeke volt. A házaspárnak csak egy fia született, Ignacio.
Ignacio gyermekkorában vallásos és hagyománytisztelő környezetben nevelkedett, és a család vitoriai házát gyakran látogatták a karlista harcosok. Valóban lenyűgözte a karlizmus:
Gyerekkoromban otthon biztosan gyakran emlegették a karlistákat, mivel legkorábbi emlékeim mind azokhoz az eseményekhez kötődnek, amelyekben kulcsszerepet játszottak. [...] Emlékszem a közelgő új karlista felkelésről szóló beszélgetésekre. Akkoriban úgy képzeltem, hogy Vitoria körül bujkálnak, és várnak egy jelre, hogy kiugorjanak a rejtekhelyeikről, és elfoglalják a várost. Minden alkalommal, amikor a házam ablakából – amely az Estacion és a Florida utcák kereszteződésében található – a közeli hegyeket néztem, azt képzeltem, hogy tele vannak karlistákkal. Éjszakánként a karlistákról álmodtam. Apám képe mindig a karlistákhoz kapcsolódik – alig emlékszem rá úgy, ahogyan minden nap láttam. Általában, amikor apámra gondolok, egy fiatalembert látok lovasruhában, gondosan növesztett szakállal és bátran viselt karlista barettben. Ez a kép kétségtelenül a háborús fotóiból származik, amelyek otthon voltak.

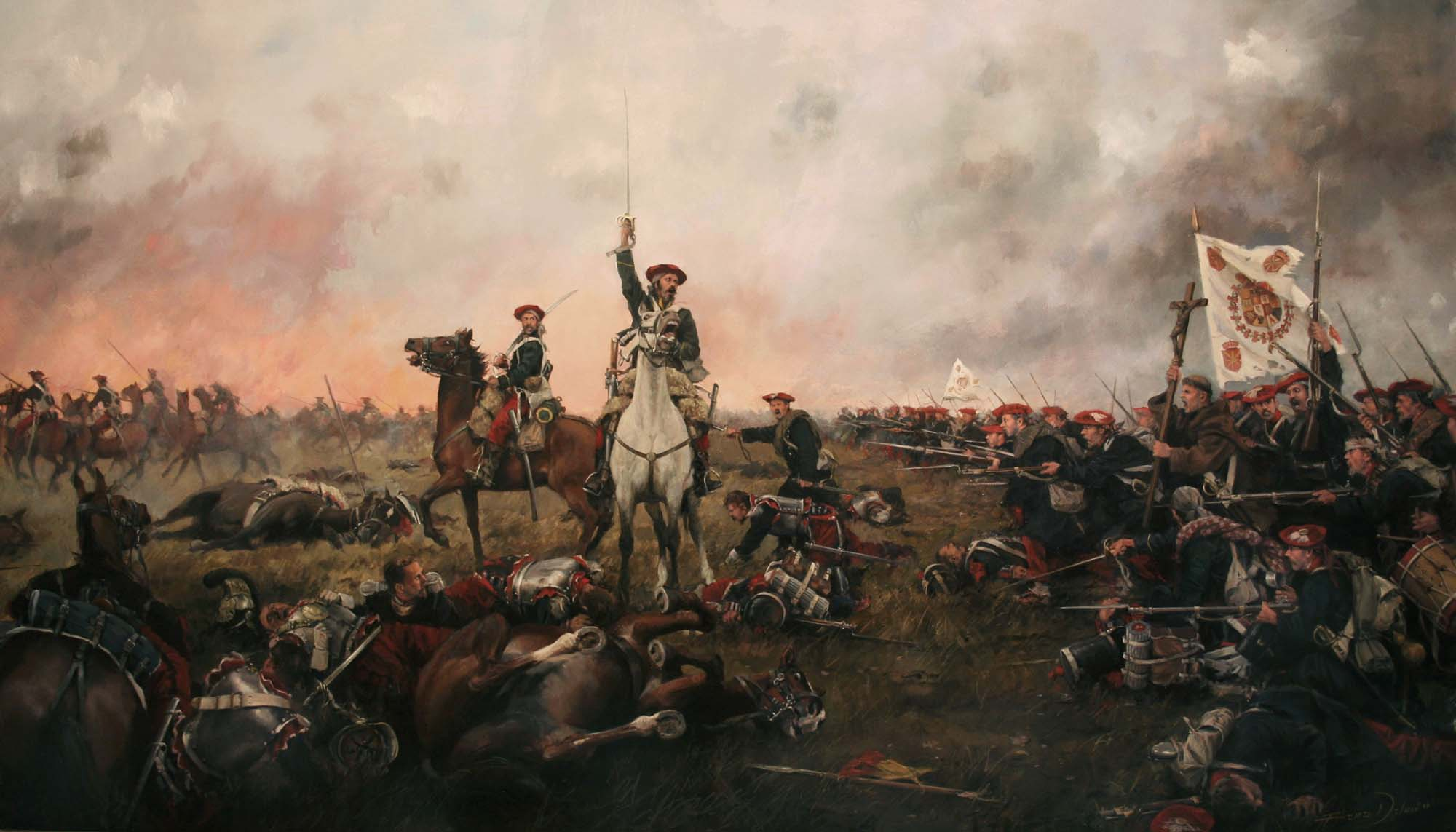
Az első karlista háború alatti csapatok

Ignacio, akit apja 7 éves korában árván hagyott, először a Mária Szolgái rend vitoriai iskoláiban tanult. Abban az időben, miután tanúja volt a helyi repülés úttörői kísérleteinek a Vitoria környéki hegyeken, lenyűgözték a repülőgépek és a repülés. 1910-ben belépett a vitoriai kadétiskolába, azzal az elhatározással, hogy tiszt lesz, és katonai pilótaként fog szolgálni. Mivel nem volt hozzászokva a fegyelemhez, és inkább élvezte az életet, mintsem hogy a tananyagot kövesse, a fiatal Ignaciót vészhelyzeti intézkedésként Toledóba helyezték át, abba az iskolába, amelyet néhai apja karlista barátja, Cesáreo Sanz Escartín vezetett; ott is siker nélkül, végül nem ismert időpontban a madridi Academia de Révora-t végezte el.

## Monarchista

Spanyol zászló (1875–1931)

Miután befejezte katonai alapképzését, Hidalgo de Cisneros 1912-ben belépett az Academia de Intendencia nevű iskolába Ávilában; az iskola csak egy ugródeszka lett volna a repülős karrierje felé vezető úton. Katonai intendáns kiképzése miatt egyelőre Andalúziába helyezték át, ahol különböző helyszíneken a hadsereg ellátási ágában teljesített szolgálatot, és egy fiatal katonai bonviván kellemes életét élte. Amint szolgálati ideje lehetővé tette számára, hogy önkéntesnek jelentkezzen Marokkóba, azonnal meg is tette ezt, és 1917 és 1919 között egy ideig az intendencia és a logisztika területén szolgált. Miután a spanyol hadsereg megkezdte a hivatalos repülőkiképzést, áthelyezték a Cuatro Vientos légi bázisra, ahol 1919-1920-ban elvégezte a repülési tanfolyamokat, és csatlakozott a születőben lévő Aviación Militar Española légierőhöz. Nem sokkal később ismét Marokkóba vezényelték; Melillában állomásozva repülte első harci bevetéseit. Gyorsan tapasztalatot szerzett felderítő, bombázó, támadó és szállító bevetéseken, és az 1920-as évek elején, még mint teniente, már repülésoktatóként kezdett tevékenykedni. Egy meg nem határozott időpontban századossá, majd alig egy évvel később őrnaggyá léptették elő, és részt vett a hadjárat valamennyi kulcsfontosságú műveletében. A Rif-háború 1925-ös befejezését követően Hidalgo de Cisnerost az Alcalá de Henares-i repülőiskola parancsnokhelyettesévé nevezték ki.
1927-ben Hidalgo de Cisnerost kinevezték a „Spanyol Szahara légierőinek parancsnokává”, minden eszköze 10 repülőgép volt. Először Cabo Jubyn, majd Villa Cisnerosban állomásozott; feladata a helyi bennszülött törzsek sakkban tartása volt a spanyol katonai képességek bemutatásával, a postai műveletek felügyelete, térképészeti felderítő repülések végrehajtása és a rendszeres francia transzatlanti járatok biztonságának garantálása, amelyek a spanyol szaharai repülőtereket üzemanyag-utántöltő és ellátási előőrsökként használták. A bennszülöttekkel való érintkezésbe is óhatatlanul belekeveredett, és informális kvázi politikai funkciókat látott el. Miután elvégezte a felsőfokú tanfolyamokat, új ismeretekre tett szert. 1929-ben áthelyezték a Melilla közelében található Mar Chica hidroplán-bázisra.

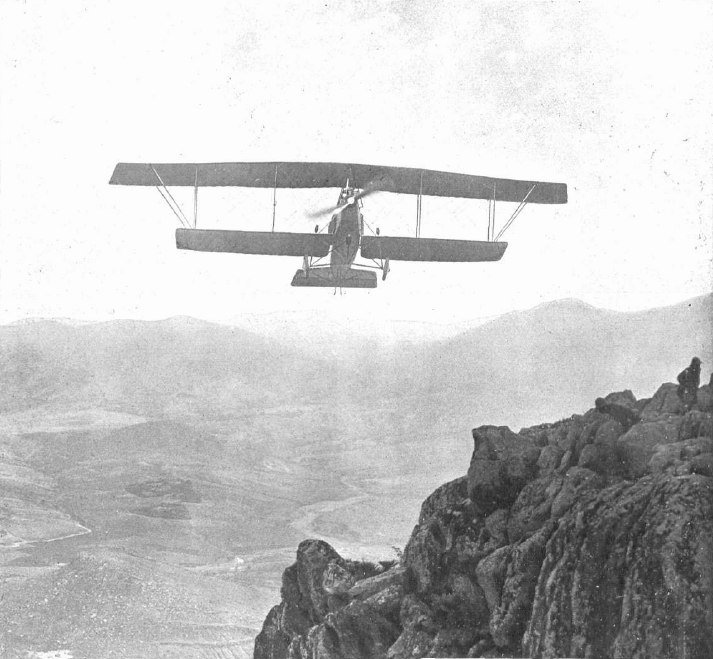
Spanyol repülőgépek Marokkó felett

A politikával alig foglalkozva, és miután már régen felhagyott nemcsak fiatalkori karlizmusával, hanem hitével is, Hidalgo de Cisneros fiatal tisztként hazafias spanyolnak tartotta magát, aki a király és az ország ügyét szolgálta; andalúziai szolgálata során feldühítette az angolok gibraltári jelenléte, és azt állította, hogy inkább éhen halna, minthogy az angolok spanyol földön maradhassanak. Az első világháború alatt inkább a központi hatalmakkal, mint az antanttal szimpatizált, az egyéves csata után pedig igyekezett megvédeni Spanyolország dicsőségét, és példásan megbüntetni a lázadó berber törzseket. Közömbösen fogadta Primo de Rivera puccsát, teljesen hidegen hagyta a liberális demokrácia vége és a diktatúra eljövetele. Később kezdett némi cinizmusra hajlani, ami valószínűleg a halálosan veszélyes háborús küldetéseken eltöltött évek alatt erősödött fel benne. Miután személyesen találkozott Primo de Riverával, Hidalgo de Cisneros tisztelni kezdte a diktátort, bár nem feltétlenül csodálta, elismerte katonai hozzáértését és személyes formátumát, de fokozatosan elbizonytalanodott politikai elképzeléseivel kapcsolatban.

## Köztársasági

A Spanyol Köztársaság zászlaja

Az 1920-as évek végén Hidalgo de Cisneros egyre szkeptikusabbá vált a spanyol politikával kapcsolatban. Bár távol állt tőle a harciasság, irritálta a Primo imádata, a hadsereg inkompetenciája és korporativizmusa, az egyház mindenhatósága, a felsőbb rétegek körében a señoritismo kultúrája, és nem utolsósorban a szegények és a gazdagok között tátongó társadalmi szakadék, különösen Dél-Spanyolországban. Miután összebarátkozott számos ellenzéki gondolkodású személlyel, különösen a többi aviátor Ramón Francóval, José Legorburuval és Miguel Nuñez de Pradóval, közömbösséget mutatott a monarchia iránt általában, és különösen XIII. Alfonz iránt, mivel találkozott a királlyal, és nem volt rá hatással. Nem csinált titkot megfigyeléseiből, és az egységén belül is kisebb ellentüntetésekre buzdított.
Mikor Madridban szabadságon volt, Hidalgo de Cisneros némileg véletlenül keveredett bele a köztársasági összeesküvésbe; inkább személyes, mint politikai jellegű nyilvános kirohanása egy monarchikusan gondolkodó ellenféllel szemben kiváltotta az összeesküvéshez való csatlakozásra való meghívást. A terv meglehetősen puritán, vázlatos, kaotikus és néhány bizonytalan tiszt és politikus által támogatott tervezetről nem is tudva, Hidalgo de Cisneros a maga határozottságával, saját meglepetésére és nyugtalanságára a puccs egyik vezetőjeként tűnt fel. Délről Madridba repült, és a Miguel Maurával, Ramón Francóval és Queipo de Llanóval folytatott konzultációkat követően 1930. december 15-én ő és néhány másik összeesküvő átvette az irányítást a Cuatro Vientos légi bázis felett. Néhány repülést hajtott végre Madrid felett, és röplapokat dobott le, amelyeknek az volt a célja, hogy általános sztrájkot robbanthassanak ki, amelyről állítólag előre megállapodtak az UGT-vel. Mivel a város közömbös maradt, és a kormánycsapatok már közeledtek a repülőtérhez, felszállt a repülőgépre, és Portugáliába menekült.

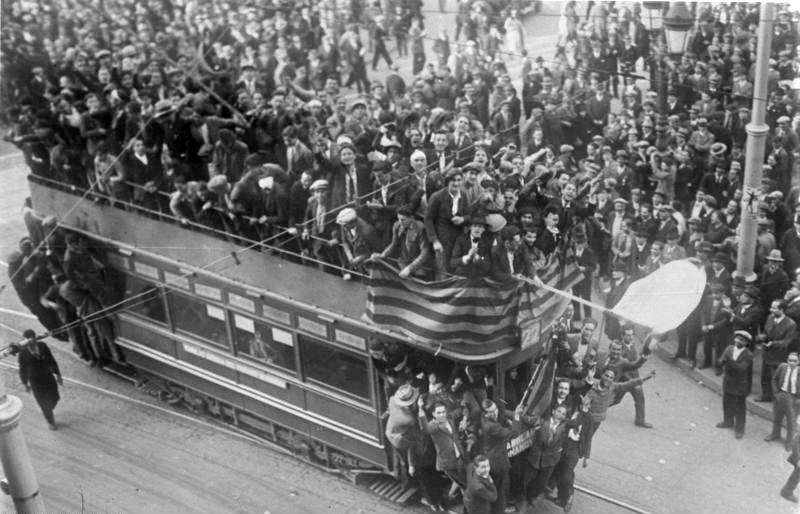
Kikiáltották a köztársaságot, 1931

Franciaországba költözése után, Hidalgo de Cisneros Párizsban találkozott számos emigráns spanyol politikussal, különösen Marcelino Domingóval, Diego Martínez Barrióval és Indalecio Prietóval; az utóbbival szorosabb, baráti kapcsolatot alakított ki. Miután 1931 áprilisában megdöntötték a monarchiát, visszatért Madridba, és országszerte „Cuatro Vientos hőseként” üdvözölték. Ramón Francoval, a Köztársasági Légierő főnökével visszahelyezték alcalá de henaresi posztjára, és hamarosan az egység parancsnokává léptették elő. Mivel a spanyol politikát egyre inkább és egyre gyorsabban töltötte fel a szektás harciasság, Hidalgo de Cisneros kevés habozással az egyházat, a monarchistákat, a földbirtokosokat, az arisztokráciát és a reakciós erőket tette felelőssé a kirobbanó erőszakért; ez az álláspontja családja nagy részének ellenséges hozzáállását váltotta ki. Ekkoriban szeretett bele Constancia de la Morába, aki szintén egy arisztokrata száműzött volt, bár nála sokkal radikálisabb és harciasabb. Az 1933-as házasságkötést követően ugyanezen év nyarán Hidalgo de Cisnerost légügyi attasénak nevezték ki Rómába és Berlinbe.

## Népfrontos

A Népfront zászlaja

Hidalgo de Cisneros már diplomáciai küldetésének megkezdése előtt kidolgozott egy tervet, amelynek célja a légierő megtisztítása a monarchista vagy reakciósnak tartott tisztektől; csalódottan tapasztalta, hogy a köztársasági miniszter nem követte a tanácsát. Kellemetlenül érezte magát az antidemokratikus Lerroux-kormány képviseletében, ezért üdvözölte az 1934-es sztrájkot, mint a dolgozó nép reakciós erőkre adott válaszát. Még abban az évben Rómából Madridba utazott, és megszervezett egy összeesküvést, hogy Prietót kivigye az országból, és repülőtiszti egyenruhában autója csomagtartójában Madridból majdnem a francia határig vitte a szocialista vezetőt. Egy náci Németországban tett hivatalos látogatását követően találkozott a bebörtönzött Manuel Azañával, és tájékoztatta őt a spanyol jobboldal és a nácik közötti együttműködésről; mélységesen csalódott a republikánus vezető gyáva és önző válaszában. 1935 nyarán saját kérésére Hidalgót visszahívták Rómából, és a vezérkar kartográfiai osztályára osztották be, ahol minden nap az El socialista egy-egy friss számával jelent meg. Később abban az évben a sevillai légibázisra osztották be, amelyet a monarchista hadsereg bástyájának tekintettek.
A Népfront győzelmét követően Hidalgo de Cisnerost Nuñez de Prado, a légierő újonnan kinevezett vezetőjének adjutánsává nevezték ki, később a miniszterelnök szárnysegédévé léptették elő. Ismét összeállította a tisztogatandó, reakciósnak tartott tisztek listáját, és ismét csalódnia kellett Giral miniszter, Cesares Quiroga miniszterelnök és Azaña elnök tétlensége miatt. 1936 kora nyarán a légierőnél várható lázadást félhivatalos, részben szocialista és kommunista összeesküvés-hálózatra épülő polgárőrség szervezésével próbálta megakadályozni. A tényleges puccsot követően, miután Nuñez de Pradót elfogták és kivégezték a felkelők, Hidalgo de Cisneros megpróbálta koordinálni a légierő parancsnokságát, mielőtt 1936 szeptemberében Prieto, mint új védelmi miniszter, kinevezte őt a légi vezérkar élére, gyakorlatilag a Fuerzas Aéreas de la República Española parancsnokává. Parancsnokságának első hónapjaiban Hidalgo de Cisneros a repülőgépeket a nacionalisták kulcsfontosságú előrenyomulási útvonalaira koncentrálva ingázott a repülőszázadok között, megpróbálta koordinálni a logisztikát és pótolni a pilóták elvesztését, akiknek többsége a felkelők mellett döntött; annak ellenére, hogy a katonai repülés vezetője volt, maga is repült harci bevetéseken. 1936 őszén felügyelte a szovjet repülőgépek és pilóták érkezését. A fegyelem hiánya és a republikánusok körében uralkodó káosz miatt egyre inkább zavarba jött, és az anarchistákat hibáztatta a katonai erőfeszítések szervezetlenségéért, a szocialistákat pedig, akik nem voltak hajlandóak szembeszállni a FAI-val és a CNT-vel, a békülésért és a határozatlanságért. Bár nem ismerte, sőt nem is érdekelte a kommunista elméleti elképzelés, nagyra értékelte a PCE-t a fegyelemért és a katonai hozzájárulásért, és lenyűgözte a Szovjetunió által nyújtott katonai támogatás is. Ennek eredményeként Hidalgo de Cisneros 1936 végén, meg nem határozott időpontban csatlakozott a Spanyol Kommunista Párthoz.

## Kommunista

Bandera roja

A köztársasági hadsereg valamennyi ága közül a légierő volt az, amelyet a szovjetek a legjobban uraltak. A légierő vezetőjeként Hidalgo de Cisnerost támogatták az oroszok, akik megfelelő frontembernek tekintették, megkönnyítve a Néphadsereg feletti hatalmukat. A köztársasági légierőt, a „La Gloriosa”-t valójában az orosz légügyi attasé, Szmuskevics irányította, aki nagyra értékelte Hidalgót elkötelezettségéért és hűségéért, de alkalmatlannak tartotta a feladatra. Hidalgo de Cisneros láthatóan elfogadta a szovjet asszisztens szerepét; alig volt tájékoztatva a FARE századok műveleteiről, helyzetéről és elhelyezkedéséről. Szerepét tekintve nem világos, hogy mi volt a hozzájárulása az olasz erők 1937. márciusi guadalajarai megfutamításához, amely vitathatatlanul a köztársasági légierő legsikeresebb hadművelete volt. Mivel azonban a köztársasági légierő teljes egészében az oroszok irányítása alatt állt, egyes köztársasági szárazföldi hadműveletek a légi támogatás hiányától szenvedtek, ha a szovjetek úgy döntöttek, hogy akadályozzák őket, mint például az 1938 tavaszán Extremadurában végrehajtott offenzíva esetében.
Hidalgo de Cisneros teljesen lojális maradt a szovjetekhez akkor is, amikor a politikai komisszárok bevezetését szorgalmazta a hadseregben; nem világos, hogy mennyit tudott arról, hogy Andrés Nint az NKVD börtönévé alakított Alcalá de Henares-i házában megkínozták. 1937 decemberében és 1938 novemberében Moszkvába utazott, először hivatalosan orvosi kezelésre, másodszor pedig Negrin utolsó pillanatban érkezett különmegbízottjaként. Találkozott Sztálinnal, akinek elbűvölő személyisége lenyűgözte, különösen az, hogy a szovjet vezető beleegyezett a kért szállítmányok leszállításába. 1938 szeptemberében tábornokká léptették elő, Katalónia eleste után Hidalgo de Cisneros rövid ideig Franciaországban tartózkodott, majd visszatért a köztársasági övezetbe. Nem volt hajlandó csatlakozni Casado puccsához, és hű maradt Negrinhez; március 6-án elhagyta Spanyolországot, Eldából Toulouse-ba repülve.

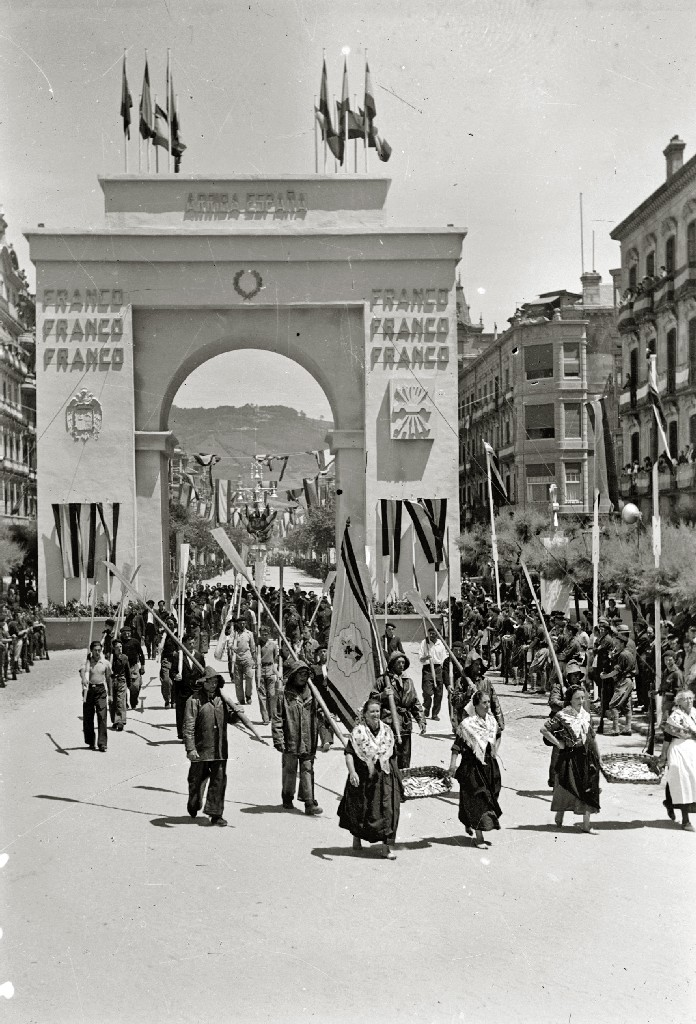
San Sebastián, Spanyolország, 1939 nyara

Meghatározatlan időpontban, 1939-ben Hidalgo de Cisneros Franciaországból a Szovjetunióba költözött. Pontos szerepe és tartózkodási helye nem tisztázott; egy szóbeli vallomás szerint rövid ideig a repülőgépiparban tevékenykedett; állítólag a Vörös Hadseregben tábornoki rangot ajánlottak neki, amit visszautasított. Ismeretlen időpontban, valószínűleg 1939 végén, de 1941 előtt minden bizonnyal Franciaországon keresztül Mexikóba helyezték át. 1942 júniusában egy amerikai kommunista folyóiratban a második front európai megnyitását szorgalmazta. Mexikóvárosban élt, ahol 1939 elején újra találkozott feleségével, akinek a kapcsolatainak köszönhetően találkozott Eleanor Roosevelt-tel, Bette Davisszel és más hírességekkel. Hidalgo de Cisneros összebarátkozott Wenceslao Rocesszel, Ignacio Mantecónnal, Pablo Nerudával és Ernest Hemingwayjel, bár boldog napok váltakoztak depressziósakkal. Mexikóban vált el; a hivatalosan idézett ok a kölcsönös hűtlenség volt, bár Hidalgo de Cisneros később mindig tisztelettel hivatkozott volt feleségére. A spanyol kommunista emigránsok között tevékenykedve egyre kevésbé tetszettek neki a boszorkányüldöző vitáik és intrikáik. Mivel vagyona elfogyott, és a whisky márkát kezelő vállalkozása kudarcba fulladt, pénzhiánytól is szenvedett. Amerikai barátai lovasoktatói állást szereztek neki egy amerikai főiskolán, de kommunista aktivistaként nem kapott tartózkodási engedélyt; egyes források szerint ő maga utasította vissza az ajánlatot. Pénzügyi nehézségei miatt úgy döntött, hogy visszatér Európába. A PCE franciaországi hálózatát kihasználva a vasfüggöny mögötti lakhelyet szervezte meg; mivel Lengyelország akkoriban korlátozott számban fogadott be spanyol kommunista száműzötteket, 1949-ben vagy 1950-ben Varsóban telepedett le.

## Szovjet

Szovjet zászló

A lengyel fővárosban Hidalgo de Cisneros a Lengyel Rádió spanyol részlegénél kapott állást, és az emlékiratain dolgozott; kényelmes lakásban lakott, 2000 złoty fizetést kapott (az átlagfizetés 550 złoty volt), és állítólag szégyellte kiváltságos helyzetét. Ő volt a legkiválóbb személy a helyi republikánus száműzöttek kis közösségében, amelyhez tartozott Manuel Sánchez Arcas, Francisco Antón Sanz és Álvaro Peláez Antón; a Nemzetközi Brigádok lengyel harcosai is ünnepelték. 1954-ben megválasztották a PCE Központi Bizottságába. 1959-ben Moszkván keresztül kellett volna visszatérnie Mexikóba, de tisztázatlan okokból ez a terv nem jött össze. Santiago Álvarez kérésére, aki abban az időben a PCE összekötőjeként működött a kelet-európai kommunista rezsimekkel, Hidalgo de Cisnerost visszavették Varsóba, ahol nyugdíjas státuszt kapott 3000 złotys nyugdíjjal. Emlékiratai első részének kézirata ekkor már készen volt, és a Radio España Independiente spanyol munkatársai szerkesztették. 1955-ben Moszkvából Bukarestbe ment. 1961-ben Romániába utazott, hogy véglegesítse a kiadványt; miután VIP-ellátásban részesült, egy kis időt a sinaia-i kormányzati luxusfürdőben töltött.
Romániában Hidalgo de Cisneros találkozott Ramón Mendezona, José Antonio Uribes, Marcel Plans és Federico Melchorral, de különösen összebarátkozott Luis Galánnal, az avilai Academia de Intendencia oktatójának fiával, aki szintén köztársasági száműzött volt, és a REI-ben dolgozott. Galán azt javasolta, hogy végleg Romániába költözzön, amit Hidalgo de Cisneros üdvözölt. A 12 évnyi tartózkodás ellenére nem érezte jól magát Lengyelországban, nyomasztotta a korai alkonyat, a hideg és esős éghajlat, a melankolikus sík vidék és a burgonyás konyha; a lengyelországi Zakopane hegyvidéki üdülőhelyről írt Galánnak, és arról panaszkodott, hogy nem kap segítséget, amikor emlékiratai politikailag érzékeny második részének munkálatain dolgozik. 1962 végén Romániába költözött, és a bukaresti Bulevardul Michurinon telepedett le, egy kicsi, de gondosan kiválasztott lakásban, Roberto Carillo szomszédságában. Nem világos, hogy milyen állampolgársággal rendelkezett, akár Romániában, akár korábban Lengyelországban. Nyugat-Európába utazott, gyakran járt Franciaországban, hogy részt vegyen a PCE ülésein és meglátogassa rokonait.

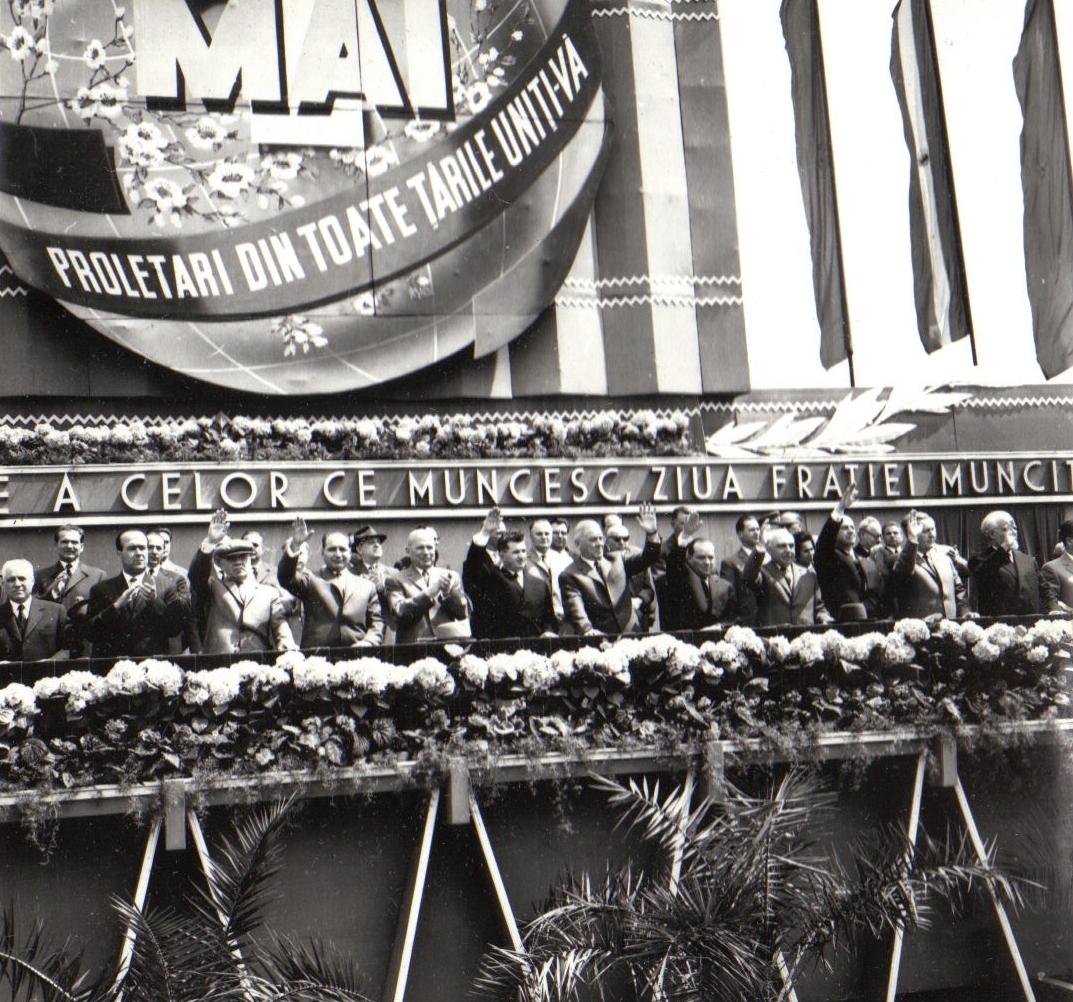
Bukarest, 1965. május 1.

Élete utolsó éveiben Hidalgo de Cisneros folyamatosan dolgozott emlékiratai második kötetén, és folyamatosan szállította a charlas-t a REI-n keresztül; az 1960-as évek elején emlékiratait Lengyelországban és Franciaországban is kiadták. 1965-ben Kelet-Berlinbe utazott, ahol előadást tartott a keletnémet légierő hallgatóságának a köztársasági repülésről; megragadta az alkalmat, hogy megvádolja Heinrich Trettner Bundeswehr tábornokot, hogy háborús bűnös volt, aki a spanyol polgárháborúban elkövetett atrocitásokban vétkes. Mielőtt felszállt volna a visszainduló gépre, szívrohamot kapott; részben felépülve visszatért Bukarestbe, ahol újabb, végzetes agyvérzést kapott. Hidalgo de Cisnerost a Bellu temetőben temették el teljes román katonai tiszteletadással, sírját vörös virágok halmaival borították be a kommunista hatóságok, a PCE vezetői és a román, lengyel, francia, német, bolgár és szovjet interbrigadisták küldöttségei. Katolikus pap nem volt jelen, és mivel nem volt gyermeke, más családtagok érkeztek Spanyolországból. Emlékiratainak második kötete posztumusz ugyanebben az évben jelent meg. Földi maradványait 1994-ben temették újra a vitoriai családi sírba.

## Emlékiratok
Ignacio Hidalgo de Cisneros kétkötetes memoárt írt, amely első kézből származó forrást jelent a polgárháborúról. Egy spanyol arisztokrata, a Spanyol Kommunista Párt tagjának szemszögéből íródnak, aki partnerével, Constancia de la Morával (1906–1950) együtt harcolt a Spanyol Köztársaság győzelméért. Emellett kiadott egy angol nyelvű memoárt is Doble esplendor címmel, amelyet később spanyolra fordítottak.
- Ignacio Hidalgo de Cisneros, Cambio de rumbo, Bucarest, 1961.
- Ignacio Hidalgo de Cisneros, Memorias, vol. II. La república y la guerra de España. París: Société d'Éditions de la Librairie du Globe, 1964.

### Magyarul megjelent
- Ignacio Hidalgo de Cisneros: Életút (Memorias, Emlékiratok) – Európa, Budapest, 1972 · Fordította: Hargitai György

## Fordítás
- Ez a szócikk részben vagy egészben  az   Ignacio Hidalgo de Cisneros című angol Wikipédia-szócikk fordításán alapul.  Az eredeti cikk szerkesztőit annak laptörténete sorolja fel. Ez a jelzés csupán a megfogalmazás eredetét és a szerzői jogokat jelzi, nem szolgál a cikkben szereplő információk forrásmegjelöléseként.